# Campeonato de Clubes de la ASEAN
El Campeonato de Clubes de la ASEAN es un torneo de fútbol a nivel de clubes de Asia que se realizaba cada dos años entre los clubes campeones de las ligas domésticas de los países miembros de la Federación de fútbol de la ASEAN, incluyendo a federaciones invitadas como India, Maldivas y Australia.
Anteriormente el torneo se había jugado por última vez en la edición de 2005 y posteriormente fue reemplazado por el Campeonato de Clubes Mekong. Después este torneo fue restaurado y se volvió a jugar a partir de la temporada 2024-25.

## Formato
El torneo se juega bajo el mismo sistema que el de la Copa de la AFC, en donde los 8 equipos son divididos en 2 grupos de 4 equipos, en donde los dos mejores equipos de cada grupo juegan las semifinales, de las cuales saldrán los equipos que jugarán la final.

## Países Participantes
| - Brunéi - Camboya - Indonesia - Laos | - Malasia - Birmania - Filipinas - Singapur | - Tailandia - Timor Oriental - Vietnam |

### Países Invitados
- India

## Lista de Campeones
| Año     | Sede        | Campeón                   | Final Resultado | Subcampeón      | Tercer lugar        | Resultado | Cuarto lugar |
| ------- | ----------- | ------------------------- | --------------- | --------------- | ------------------- | --------- | ------------ |
| 2003    | Indonesia   | Kingfisher East Bengal FC | 3-1             | BEC Tero Sasana | Petrokimia Putra FC | 3-0       | Perak FA     |
| 2005    | Brunéi      | Tampines Rovers FC        | 4-2             | Pahang FA       | Hoang Anh Gia Lai   | [ 1 ]     | DPMM FC      |
| 2024-25 |             | Buriram United            | 2-2             | Cong An Hanoi   |                     |           |              |
| 2024-25 | 3-3 (3-2 p) | Buriram United            |                 | Cong An Hanoi   |                     |           |              |

## Títulos por equipo
| Equipo                    | Campeón | Subcampeón | Tercer lugar | Cuarto lugar |
| ------------------------- | ------- | ---------- | ------------ | ------------ |
| Buriram United            | 1       | 0          | 0            | 0            |
| Kingfisher East Bengal FC | 1       | 0          | 0            | 0            |
| Tampines Rovers FC        | 1       | 0          | 0            | 0            |
| BEC Tero Sasana           | 0       | 1          | 0            | 0            |
| Pahang FA                 | 0       | 1          | 0            | 0            |
| DPMM FC                   | 0       | 0          | 1            | 0            |
| Hoang Anh Gia Lai         | 0       | 0          | 1            | 0            |
| Petrokimia Putra FC       | 0       | 0          | 1            | 0            |
| Perak FA                  | 0       | 0          | 0            | 1            |

## Títulos Por País
| País      | Campeón | Subcampeón | Tercer lugar | Cuarto lugar |
| --------- | ------- | ---------- | ------------ | ------------ |
| Tailandia | 1       | 1          | 0            | 0            |
| India     | 1       | 0          | 0            | 0            |
| Singapur  | 1       | 0          | 0            | 0            |
| Malasia   | 0       | 1          | 0            | 1            |
| Vietnam   | 0       | 0          | 1            | 0            |
| Brunéi    | 0       | 0          | 1            | 0            |
| Indonesia | 0       | 0          | 1            | 0            |

## Goleadores Históricos
| Jugador                | Club                      | Año         | Goles |
| ---------------------- | ------------------------- | ----------- | ----- |
| Baichung Bhutia        | Kingfisher East Bengal FC | 2003        | 8     |
| Bernard Tchoutang      | Pahang FA                 | 2005        | 7     |
| Nguyen Dinh Viet       | Hoang Anh Gia Lai         | 2005        | 7     |
| Frank Seator           | Perak FA                  | 2003        | 5     |
| Indra Putra Mahayuddin | Perak FA Pahang FA        | 2003 2005   | 4     |
| Kiatisuk Senamuang     | Hoang Anh Gia Lai         | 2003 & 2005 | 4     |
| Zaenal Arif            | Persita Tangerang         | 2003        | 4     |
| Therdsak Chaiman       | BEC Tero Sasana           | 2003        | 4     |
| Mirko Grabovac         | Tampines Rovers FC        | 2005        | 4     |
| Kyaw Thu Ra            | Finance and Revenue FC    | 2005        | 4     |
| Rivaldo Costa          | Petrokimia Putra          | 2003        | 3     |
| M Jaenal Ichwan        | Petrokimia Putra          | 2003        | 3     |
| Nguyen Van Dan         | Hoang Anh Gia Lai         | 2005        | 3     |
| Anderson               | TTM FC                    | 2005        | 3     |